# Zbigniew Pielach
Zbigniew Pielach ps. „Kmicic”, „Feluś”, „Felek”, (ur. 9 kwietnia 1927 w Wytycznie, zm. 25 października 1955 we Wrocławiu) – żołnierz Wojska Polskiego, NSZ później WiN, jeden z ostatnich żołnierzy polskiego podziemia antykomunistycznego i niepodległościowego, więzień na Zamku Lubelskim, Praskiego Karno-Śledczego Więzienia „Toledo” w Warszawie, Montelupich w Krakowie oraz wrocławskiego więzienia przy ul. Świebodzkiej. Skazany na 31-krotną karę śmierci oraz utratę praw obywatelskich i honorowych na zawsze, w tym na przepadek mienia, zmarł wskutek choroby.

## Życiorys
Urodził się w patriotycznej, ubogiej rodzinie chłopskiej. Miał dwie siostry i czterech braci, z których końca II wojny światowej doczekało tylko dwóch – starszy z braci, Witold żołnierz AK okręgu lubelskiego zgrupowania mjr. „Jaremy” zginął zabity przez Niemców pod Wytycznem 8 maja 1944 wraz z siedmioma innymi członkami oddziału. Młodszy z braci  Eugeniusz jako mały chłopiec zaginął w czasie działań wojennych.

### Służba wPolskim Sztabie Partyzanckim
Służbę rozpoczął w zgrupowaniu partyzanckim „Jeszcze Polska nie zginęła” dowodzoną przez Roberta Satanowskiego, należącą do Polskiego Sztabu Partyzanckiego. Zgrupowanie to wraz z oddziałami AK i partyzantką sowiecką operowały na początku 1944 roku w rejonie lasów wytyckich i Polesia Lubelskiego. 

#### W okresie służby wLWP
W latach 1944–1946 pełnił służbę w 1 Korpusie Pancernym zakwalifikowany jako kierowca, przechodząc cały szlak bojowy od Chełma do Budziszyna, biorąc udział w walkach frontowych Po rozformowaniu jednostki w 1946 wrócił w rodzinne strony do Wytyczna.

### W walce z komunizmem
Od  lutego 1947 roku w oddziałach Józefa Struga „Ordona”, Edwarda Taraszkiewicza „Żelaznego” Obwodu WiN Włodawa, następnie w oddziale Stanisława Kuchcewicza „Wiktora”. Brał udział w akcjach rozbrajania funkcjonariuszy MO i ORMO, jak również w walkach z jednostkami KBW. Oddział „Żelaznego” przeprowadzał wiele akcji bojowo-dywersyjnych i likwidacyjnych. 
23 maja 1949 z oddziałem „Żelaznego” w ramach akcji ekspropriacyjnej we wsi Wola Tarnowska zabrano towary z miejscowej spółdzielni, a następnie rozdzielono między miejscową ludność. 
Wraz z Józefem Franczakiem ps. „Lalek” wykonał wyrok na byłym partyzancie, zdrajcy i donosicielu Franicszku Kasperku ps. „Hardy” i Franciszku Drygale, którzy wydali UB dwóch partyzantów podziemia antykomunistycznego. Oprócz wyroków śmierci wykonywał kary chłosty członkach PPR.
25 października 1949 wraz z Edwardem Taraszkiewiczem ps. „Żelazny” oraz trzema innymi członkami oddziału przeprowadził na linii kolejowej Chełm–Włodawa, w okolicach stacji Stulno, akcję zbrojną na pociąg pasażerski. Partyzanci rozbroili 5 funkcjonariuszy MO i ORMO oraz dwóch oficerów WOP i LWP. Zabrali z pociągu 1 500 000 złotych oraz z ambulansu pocztowego spec-przesyłkę (listę konfidentów i tajnych współpracowników UB) z Powiatowego Urzędu BP we Włodawie do Urzędu Bezpieczeństwa w Chełmie i Lublinie.

### Ucieczka na Zachód
Wiosną 1950 roku wraz Stanisławem Kuchcewiczem próbowali przedostać się na Zachód przebierając się za studentów wyjeżdżają do Lublina, a stamtąd pociągiem przez Warszawę docierają do Poznania. W dalszą drogę ku zachodniej granicy udają się pieszo by móc ją przekroczyć a następnie dotrzeć do Niemiec Zachodnich. Plan nie powiódł się ze względu na chorobę Pielacha, skutkiem czego powracają do swoich mateczników na teren pow. włodawskiego, by tam ponownie podjąć walkę.

#### Powrót w lubelskie
W maju 1951 w lesie pomiędzy Orzechowem a Sosnowicą napotykają z Janem Łuciem ps. „Zenek” pościgową grupę operacyjną z Jednostki Wojskowej nr 1702 (3 pułk KBW Ziemi Lubelskiej) w Lublinie, podczas wymiany ognia ciężko rannych zostaje 5 żołnierzy KBW.
10 lutego 1953, razem ze Stanisławem Kuchcewiczem ps. „Wiktor” i Józefem Franczakiem „Lalkiem” przeprowadzili akcję ekspropriacyjną kasy Gminnej Spółdzielni w Piaskach, aby zdobyć fundusze na przetrwanie zimy. Akcja nie powiodła się, kasjer Henryk Dąbrowski zdążył wezwać na pomoc milicję. W wymianie ognia z milicjantami poległ Kuchciewicz – ostatni dowódca Pielacha i Józefa Franczaka „Lalka”, natomiast po stronie MO zginął komendant posterunku Tadeusz Stojek.

A tak przygotowania do tej akcji w swojej książce Uskok kontra UB: opisał Henryk Pająk:

Trik autorstwa „Wiktora” zapowiadał się dość obiecująco „Lalek” pozostaje na ubezpieczeniu przed budynkiem w pobliżu cmentarza „Wiktor” z „Felkiem” wchodzą do budynku kasy. Obaj w przebraniu: „Wiktor" jako wieśniak w kożuchu, baranicy i z batem w ręce natomiast niski „Felek” jako kobieta w chuście na głowie. W sumie – wieśniacze małżeństwo. W poczekalni na dole obaj jeszcze poczekali kilkanaście minut. Na górę ruszyli w chwili, gdy zbliżała się pora zamykania kasy i budynku. Pod kożuchem „Wiktora” tkwiła pepesza o skróconej kolbie oraz pistolet „Felek” posiadał PPSz i pistolet, Lalek także był uzbrojony w PPSz.

#### Ostatni wolni
Dalsze losy partyzantów to między innymi unikanie aresztowania. Latem 1953 na wolności pozostają już tylko Józef Franczak ps. „Lalek”, Jan Łuć ps. „Zenek”, Zbigniew Pielach ps „Feluś” z byłych lotnych oddziałów WiN. Dwaj ostatni wskutek wprowadzenia na teren Lubelszczyzny i powiatu włodawskiego agenta o pseudonimie mjr „Adam” także „Werba” Tadeusza Topolskiego pracownika WUBP w Lublinie wkrótce zostają aresztowani.

### Aresztowanie i śledztwo
Zbigniewa Pielacha wraz z Janem Łuciem aresztowano w grudniu 1953 r. na jednej z podwarszawskich stacji kolejowych w wyniku specjalnie przygotowanej w tym celu przez UB prowokacji, której rzekomym celem miało być przerzucenie obydwu na Zachód.
W podobny sposób został aresztowany major Hieronim Dekutowski „Zapora”.

### Akt oskarżenia
W akcie oskarżenia sformułowanym przez Najwyższy Sąd Wojskowy 21 czerwca 1955 r. w Warszawie z udziałem sędziów ppłk. Józefa Dziowgo, ppłk. Zygmunta Wizelberga i mjr. Sierackiego Władysława   przedstawiono Zbigniewowi Pielachowi zarzuty "Przynależność do kontrrewolucyjnej bandy „Jastrzębia” i „Żelaznego”, „Wiktora” oraz dowodzenia samemu taką bandą w tym około 50 napadów na funkcjonariuszy i przedstawicieli władzy ludowej ze skutkiem śmiertelnym oraz zagrabienia i niszczenia mienia państwowego".

## Życie osobiste
Zbigniew Pielach był żonaty z Amelią Drabik (ślub odbył się w grudniu 1953 w Jedlance w bunkrze pod stodołą teścia M. Drabika), miał syna Mariana. 

## III Rzeczpospolita
Wszystkie próby rehabilitacji Zbigniewa Pielacha wnoszone przez syna Mariana Pielacha przed polskimi sądami w III RP zakończyły się fiaskiem. Sądy w Warszawie i Lublinie (lata 1994-2007) odmówiły rehabilitacji, a także kasacji wyroków z lat 50. oraz odszkodowania z tytułu represjonowania Zbigniewa Pielacha.  
Okoliczności śmierci Pielacha nie są do końca jasne, dokumenty Urzędu Bezpieczeństwa jako przyczynę śmierci wskazują chorobę. Sekcji zwłok nigdy nie wykonano, ciało nigdy nie zostało wydane rodzinie, a miejsce zakopania ciała nie było znane przez 55 lat. Dopiero staraniem wnuczki A. Pielach, pasjonatów historii oraz profesora Krzysztofa Szwagrzyka z wrocławskiego oddziału IPN w 2009 r. zlokalizowano je na jednym z wrocławskich cmentarzy.